# Ligne 101 du tramway de Bruxelles
 (janvier 2022).
Pour les articles homonymes, voir Ligne 101.
L'ancienne ligne 101 du tram de Bruxelles était une ligne centrale du réseau de la Société des transports intercommunaux de Bruxelles (STIB) qui parcourait l'entièreté du Pentagone de la Petite-Ceinture adoptant ainsi un tracé circulaire à terminus unique (Gare du Midi).

## Histoire
Inaugurée en 1967 pour la mise en service du tunnel du prémétro 2, la ligne 101. 
Cette  "ligne des Portes"  constituait un renfort sur la dorsale Est (Gare du Midi-Louise-Yser), notamment en empruntant le tunnel du prémétro 2, pour les trams des lignes 18 , 19 , 32, 102 et 103, ainsi qu'une liaison directe longeant le canal de Bruxelles-Charleroi entre la place de l'Yser et la gare du Midi via la dorsale Ouest. Afin de permettre aux voyageurs de pouvoir facilement différencier le sens de circulation du tram, un film spécifique fléché indiquant le sens de rotation autour du Pentagone fut créé pour les deux parcours. Il ne mentionnait plus de terminus, mais uniquement "101 Ptite Ceinture - Kleine Ring".
La ligne 101 était renforcée sur sa partie Est par la ligne du tram 102, également circulaire et ayant son terminus à la gare du Midi. Mais cette dernière était légèrement plus longue, car elle traversait le canal afin de desservir Ribaucourt, le centre de Molenbeek, la place de la Duchesse de Brabant et la gare de l'Ouest, avant de revenir sur la gare du Midi. En 1975, la ligne 102 obtient son second terminus à Molenbeek, sur la place Jef Mennekens, et perd donc son caractère circulaire. Son code couleur était le rouge. Ce terminus sera réutilisé dans les années 2000 par l'ancienne ligne 83.
En 1988, la 101 fut supprimée lors de la mise en service de la ligne 2 du métro lourd sur la Petite-Ceinture, tout comme la ligne 102. Sa partie occidentale fut alors reprise par les trams de la ligne 18 (Heysel - Saint-Denis) entre la place de l'Yser et la gare du Midi.

## Les stations
Gare du Midi - Porte de Hal - Hôtel des Monnaies - Louise - Porte de Namur -  Luxembourg - Arts-Loi - Madou - Botanique - Rogier - Yser - Ypres - Porte de Flandre - Porte de Ninove - Porte d'Anderlecht - Bodeghem - Lemonnier - Gare du Midi (en italique les stations de prémétro).

## Matériel roulant
Les véhicules utilisés sur la ligne 101 étaient très variés, allant des PCC 7000/7100 aux PCC 7900 en passant par les PCC 7700/7800.

### Sources
- « La STIB d'hier à aujourd'hui », sur STIB MIVB (consulté le 30 avril 2021)
- « Cinq jours de patience et de tracas avant - Le Soir », Le Soir, 27 septembre 1988 (version du 10 mars 2023 sur Internet Archive)
- Jean Van Der Kelen, « 7717-01890§0 », sur Flickr, 27 septembre 1988 (consulté le 30 avril 2021)
- Jean Van Der Kelen, « 7729-01877§0 », sur Flickr, 26 septembre 1988 (consulté le 30 avril 2021)
- Michel Reps, « 7542 102 », sur Flickr, 14 août 1982 (consulté le 30 avril 2021)